# Dhoom (bande sonore)
Albums de Pritam
Dhoom 2
Dhoom est la bande originale du film Dhoom de 2004 réalisé par Sanjay Gadhvi et produit par Aditya Chopra sous Yash Raj Films . La bande originale comprenait sept chansons composées par Pritam avec des paroles écrites par Sameer et publiées le 16 juillet 2004 sous le label Saregama. À sa sortie, la musique a connu un succès commercial et a valu à Pritam sa première nomination au Filmfare Award du meilleur directeur musical et d'autres distinctions.

## Arrière-plan
La bande originale et la musique du film Dhoom ont été composées respectivement par Pritam et Salim-Sulaiman, tandis que Sameer a écrit les paroles des chansons. Sunidhi Chauhan, Shankar Mahadevan, Shaan, Shreya Ghoshal, Abhijeet Bhattacharya, Sowmya Raoh, Vasundhara Das, Kunal Ganjawala, Gayatri Ganjawala, KK et Indee ont interprété le chant des chansons.
Dhoom est la troisième collaboration de Pritam avec Gadhvi après Tere Liye (2001) et Mere Yaar Ki Shaadi Hai (2002), où il partage les crédits avec Jeet Gannguli (comme Jeet-Pritam). Il a admis que la musique était le troisième aspect important, après l'action et la comédie, tandis que Gadhvi voulait que la musique soit aussi osée que le film. Il a ajouté : « Le plus gros problème de faire un film avec Yash Raj est leur héritage musical [...] Leur musique a toujours été dans les mémoires. Cela met donc une pression supplémentaire sur vous. Vous devez correspondre aux normes. » 
« Dilbara » a été la première chanson composée pour le film, alors que le film n'avait même pas de titre. Lors des séances de musique avec Chopra et Gadhvi, le premier a mis les mots « dhoom machale, dhoom machale, dhoom » comme accroche et mélodie de la chanson. Pritam, qui ne se souvenait pas des paroles du scratch, avait immédiatement verrouillé la ligne d'accroche de Chopra avec le reste des membres de l'équipe, approuvant Dhoom comme titre du film et "Dhoom Machale" comme chanson titre. Dans une interview accordée à Film Companion en 2022, Pritam a rappelé qu'il avait l'habitude de soudoyer un ouvrier d'usine à Saregama, en lui donnant des bonbons, pour remplacer un ancien morceau par un morceau récemment remasterisé.
Chopra avait prévu une version anglaise de «Dhoom Machale» et avait fait appel à la chanteuse américano-thaïlandaise Tata Young pour l'enregistrer. Au studio d'enregistrement, Young a prononcé « dhoom » comme « doom », car ils ont intentionnellement supprimé le son « dh » de Chopra pour plus d'attrait. L'ajout d'une version anglaise a donné une autre dimension à la chanson titre originale, selon Pritam.

## Libérer
L'album a été publié pour la première fois en CD et en cassettes sous le label Saregama le 16 juillet 2004. Lorsque Yash Chopra a lancé le label musical filiale de la société, YRF Music, la bande originale de Dhoom a ensuite été distribuée sur les plateformes numériques sous le label YRF,.

## Réception
Selon le site Internet commercial indien Box Office India, avec environ 22 00 000 unités vendues, l'album de la bande originale de ce film a été le troisième plus vendu de l'année. Lata Sinha du Telegraph a noté que « l'industrie de la musique a touché le fond jusqu'à ce que Dhoom de Yash Raj Films et sa chanson-titre de Pritam se répandent comme une traînée de poudre à travers le pays ».
Le titre « Dhoom Dhoom » s'est avéré être un succès commercial, devenant le single le plus réussi du chanteur en Inde. Son succès a incité Young à sortir une pièce de théâtre sous le même titre en 2005. Malgré son succès, Pritam a été accusé de plagiat par l'auteur-compositeur canadien Jesse Cook car sa chanson « Mario Takes a Walk » de son album Gravity (1996) avait des similitudes avec « Dhoom Machale » et « Dhoom Dhoom ».
Le succès de la bande originale a incité Pritam à devenir l'un des principaux compositeurs de musique de l' industrie cinématographique hindi,. Pritam a repris son rôle de compositeur pour les prochains films de la franchise: Dhoom 2 (2006) et Dhoom 3 (2013).

## Liste des pistes
Toutes les paroles sont écrites par Sameer, toute la musique est composée par Pritam.
| Dhoom | Dhoom                     | Dhoom | Dhoom | Dhoom | Dhoom | Dhoom | Dhoom | Dhoom | Dhoom |
| No    | Titre                     | Durée |       |       |       |       |       |       |       |
| ----- | ------------------------- | ----- | ----- | ----- | ----- | ----- | ----- | ----- | ----- |
| 1.    | Dhoom Machale             | 6:15  |       |       |       |       |       |       |       |
| 2.    | Shikdum                   | 5:27  |       |       |       |       |       |       |       |
| 3.    | Dilbara                   | 4:32  |       |       |       |       |       |       |       |
| 4.    | Salaame                   | 5:17  |       |       |       |       |       |       |       |
| 5.    | Shikdum (The Bedroom Mix) | 4:19  |       |       |       |       |       |       |       |
| 6.    | Dilbara (Reprisal Edit)   | 4:36  |       |       |       |       |       |       |       |
| 7.    | Dhoom Dhoom               | 3:21  |       |       |       |       |       |       |       |
| 34:27 |                           |       |       |       |       |       |       |       |       |